# Argyractis aztecalis
Argyractis aztecalis là một loài bướm đêm trong họ Crambidae.